# Eucalyptus exserta
Eucalyptus exserta är en myrtenväxtart som beskrevs av Ferdinand von Mueller. Eucalyptus exserta ingår i släktet Eucalyptus och familjen myrtenväxter. Inga underarter finns listade i Catalogue of Life.